# RSQ
RSQ (bitchass rocknroll magazine) je bila slovenska tiskana glasbena revija.
Prva spletna številka je izšla 13. maja 2007. Takrat je revija začela izhajati vsakega trinajstega v mesecu na spletu. 
Prva tiskana številka je izšla 22. maja 2008, ob prvi obletnici delovanja revije. Tiskana številka predstavlja 50 najboljših slovenskih albumov v samostojni Sloveniji po izboru širše ekipe RSQ-ja, priložen pa ji je bil še album Jugda, prvenec prekmurske skupine Sphericube. Ob promociji te številke sta se odvila dva koncerta. Prvi, 22. maja v ljubljanski Gali Hali, drugi pa 24. maja v mariborskem Satchmu. Na koncertih pod oznako RSQlive so zaigrali Sphericube in Adam, ki so odigrali svoja prva dva koncerta. 
13. januarja 2009 je RSQ postal tiskani mesečnik, kar so obeležili z razprodanim koncertom Psycho-Path v klubu Sub Sub. 
Zadnja številka je izšla 13. decembra 2009.
Revijo so ustvarjali po večini mladi novinarji, ki so predstavljali tujo in slovensko glasbeno sceno. Vsebovala je intervjuje, recenzije CD-jev, poročila s koncertov, portrete glasbenikov, diskografije, časovni stroj, napovedi ... Stran so dopolnjevale razne nagradne igre in povezave. RSQ je sodeloval tudi pri promociji prvega slovenskega koncerta, ki se ga je dalo v živo ogledati le preko spleta. Nastopila je glasbena skupina Kamerad Krivatoff. Februarja 2009 je ob reviji ekskluzivno izšel tretji album celjskih rockerjev Multiball, The Days That Follow ... . Redna praksa revije je bila, da so ob reviji ponujali nove plošče različnih izvajalcev.

### Albumi ob RSQ-ju
- februar 2009 - Multiball - The Days That Follow ...
- marec 2009 - Elvis Jackson - Against The Gravity
- april 2009 - Corkscrew
- junij 2009 - BRO
- november 2009 - Zabranjeno Pušenje - Muzej revolucije

Za šesto turnejo mladih glasbenih skupin YounGunZ, se je RSQ močno angažiral in se priključil organizaciji natečaja RSQ YounGunZ Tour.

## Dogodki
- 19. 1. 2008 - Prvi RSQ koncert - ŠKM banda - Indie & Rock bar Saund, Ljubljana
- 14. 2. 2008 - Drugi koncert - Tribute 2 Love - Indie&Rock bar Saund, Ljubljana
- 22. 5. 2008 - RSQlive - koncert ob izdaji jubilejne tiskane številke - Sphericube in Adam - Gala Hala, Ljubljana
- 24. 5. 2008 - RSQlive - koncert ob izdaji jubilejne tiskane številke - Sphericube in Adam - Jazz klub Satchmo, Maribor
- 9. 8. 2008 - RSQlive - RSQ BIČ PARTY (s KŠOK, Mišela) - Moveknowledgement - Taverna, Koper
- 15. 1. 2009 - THE-RSQ-ASS SHOW with PSYCHO-PATH - poseben koncert Psycho-Path z obema bivšima članoma ob izidu prve tiskane številke mesečnika RSQ - Psycho-Path - Sub Sub, Ljubljana
- 13. 2. 2009 - RSQ BALL with MULTIBALL - koncert ob izidu plošče Multiball ekskluzivno ob RSQ-ju - Multiball - Sub Sub, Ljubljana
- 13. 3. 2009 - RSQ YounGunZ Tour - The CowMonkeys, M'Burns, Kids Bill + Corkscrew - Pri rdeči ostrigi, Škofja loka
- 20. 3. 2009 - RSQ YounGunZ Tour - Cojones, Apples Of Trees, Mana - MIKK, Murska sobota
- 21. 3. 2009 - RSQ YounGunZ Tour - KOH, Hesus Attor, Walk This Way + Adam - Rock Caffe, Postojna
- 27. 3. 2009 - RSQ YounGunZ Tour - Flyspoon, Mandelbrot set., Barely Modern + Ruiz - MC Brežice, Brežice
- 28. 3. 2009 - RSQ YounGunZ Tour - Grimmski, Obstacle 2, New Creatives Inc. + Ruiz - MC Pekarna, Maribor
- 9. 4. 2009 - RSQu: CORKSCREW + GOD SCARD - Gala hala, Ljubljana
- 16. 4. 2009 - RSQ YounGunZ Tour FINALE - The CowMonkeys, Grimmski, Flyspoon, KOH, Cojones - Gala hala, Ljubljana
- 21. 5. 2009 - RSQ praznuje 2. rojstni dan - New Wave Syria, Zircus, Real Life Version - Sub Sub, Ljubljana
- 17. 6. 2009 - RSQ BRO Release Party - Druga pomoč, Ljubljana